# Cheyenne (superordinador)
El superordinador Cheyenne del Centre de Supercomputació NCAR-Wyoming (NWSC) a Cheyenne, Wyoming va funcionar durant set anys com un dels ordinadors més potents i eficients energèticament del món del 2017 al 2024. Classificat el novembre de 2016 com el 20è ordinador més potent del món i el novembre de 2023 com el 160è per Top500, el sistema de 5,34 petaflops és capaç de més del triple de la quantitat de càlcul científic realitzat. per l'anterior superordinador de NCAR, Yellowstone. També és tres vegades més eficient energèticament que Yellowstone, amb una taxa de càlcul màxima de més de 3.000 milions de càlculs per segon per cada watt d'energia consumida.

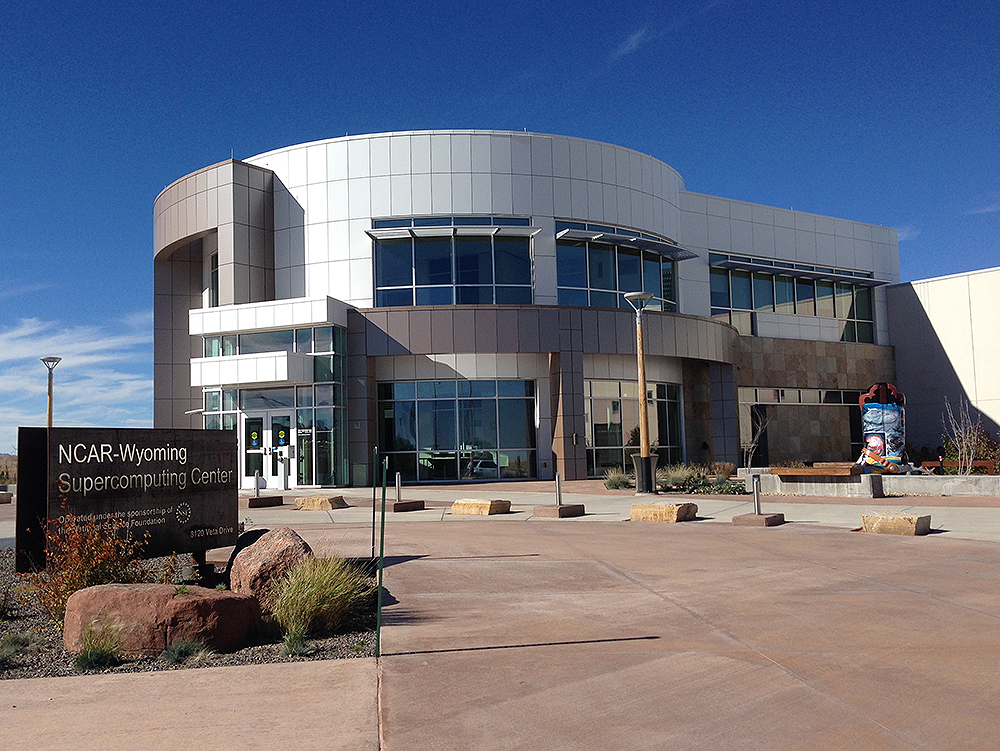
Instal·lacions de recerca amb suport de la NSF (15326178104) Amb el suport de NSF, el NCAR-Wyoming Supercomputer Center (NWSC) a Cheyenne, Wyo., allotja ordinadors d'alt rendiment, sistemes d'emmagatzematge massiu (arxiu de dades) i sistemes i infraestructures relacionats. El centre està gestionat pel National Center for Atmospheric Research (NCAR). Obteniu més informació sobre el NWSC a www.nsf.gov/news/news_summ.jsp?cntn_id=125708.

La National Science Foundation i l'Estat de Wyoming a través d'una apropiació a la Universitat de Wyoming van finançar Cheyenne per proporcionar als Estats Units una nova eina important per avançar en la comprensió de les ciències atmosfèriques i del sistema terrestre relacionades. Els ordinadors d'alt rendiment com Cheyenne permeten als investigadors executar models cada cop més detallats que simulen processos complexos per estimar com es podrien desenvolupar en el futur. Aquestes prediccions proporcionen als gestors de recursos i als experts en polítiques informació valuosa per planificar amb antelació i mitigar el risc. Els usuaris de Cheyenne avancen en els coneixements necessaris per salvar vides, protegir la propietat i permetre que les empreses nord-americanes competeixin millor en el mercat global.
Científics de tot el país han utilitzat Cheyenne per estudiar fenòmens que van des del temps i el clima fins als incendis forestals, l'activitat sísmica i els fluxos d'aire que generen energia als parcs eòlics. Les seves troballes estableixen les bases per protegir millor la societat dels desastres naturals, condueixen a projeccions més detallades de la variabilitat i el canvi climàtic i meteorològic estacional ia llarg termini, i milloren les previsions meteorològiques i hídriques que necessiten els sectors econòmics, des de l'agricultura i l'energia fins al transport i el transport. turisme.
El nom del superordinador va ser escollit per honrar la gent de Cheyenne, Wyoming, que va donar suport a la instal·lació del NWSC i els seus ordinadors allà. El nom també commemora el 150è aniversari de la ciutat, que va ser fundada el 1867 i va rebre el nom de la Nació Cheyenne dels nadius americans.
L'abril de 2024, Cheyenne es va posar a la subhasta en un lloc d'excedents governamentals, amb licitacions a partir de 2.500 dòlars. Després de 27 ofertes, la subhasta es va tancar el 3 de maig de 2024 amb una oferta final de 480.085 dòlars.

## Descripció del sistema
El superordinador Cheyenne va ser construït per Silicon Graphics International Corporation (SGI) en coordinació amb el sistema de fitxers centralitzat i els components d'emmagatzematge de dades proporcionats per DataDirect Networks (DDN). L'ordinador d'alt rendiment SGI és un sistema de 5,34 petaflops, el que significa que pot realitzar 5,34 quadrilions de càlculs per segon. El nou sistema d'emmagatzematge de dades per a Cheyenne està integrat amb el sistema de fitxers GLADE existent de NCAR. L'emmagatzematge DDN proporciona una capacitat inicial de 20 petabytes, ampliable a 40 petabytes amb l'addició de unitats addicionals. Això, combinat amb els 16 petabytes actuals de GLADE, suposa un total de 36 petabytes d'emmagatzematge d'alta velocitat al febrer de 2017.
Cheyenne és un sistema SGI ICE XA amb 4.032 nodes de càlcul científic de doble socket amb processadors Intel Xeon E5-2697v4 de 18 nuclis a 2,3 GHz amb 203 [ara 315] terabytes de memòria. Interconnectant aquests nodes hi ha una xarxa Mellanox EDR InfiniBand amb una topologia d'hipercub millorada 9-D que funciona amb una latència de només 0,5 microsegons. Cheyenne executa el sistema operatiu SUSE Linux Enterprise Server 12 SP1.
Cheyenne està integrat amb molts altres recursos informàtics d'alt rendiment al NWSC. La característica central d'aquesta arquitectura de supercomputació és el seu sistema de fitxers compartit que racionalitza els fluxos de treball científics proporcionant espais de treball de càlcul, anàlisi i visualització comuns a tots els recursos. Aquesta agrupació d'emmagatzematge de dades comú, anomenada GLobally Accessible Data Environment (GLADE), proporciona 36,4 petabytes de capacitat de disc en línia compartida pels superordinadors, dos ordinadors de clúster d'anàlisi i visualització de dades (DAV), servidors de dades tant per a locals. i usuaris remots, i un arxiu de dades amb capacitat per emmagatzemar 320 petabytes de dades de recerca. Les xarxes d'alta velocitat connecten aquest entorn Cheyenne amb passarel·les de ciència, serveis de transferència de dades, recursos de visualització remota, llocs d'Extreme Science and Engineering Discovery Environment (XSEDE) i llocs associats a tot el món.